# Choanograptis parorthota
Choanograptis parorthota es una especie de polilla de la familia Tortricidae. Se encuentra en el archipiélago de Bismarck frente a la costa noreste de Nueva Guinea.
Fue descrita por primera vez por Edward Meyrick en 1928. 